# リレーショナルアート
リレーショナルアート（またはリレーショナル・エステティクス）は、フランスの美術批評家ニコラ・ブリオーによって最初に観測され、強調された美術実践の一形態または傾向である。ブリオは、このアプローチを「独立した私的空間ではなく、人間関係全体とその社会的文脈を理論的・実践的出発点とする一連の芸術的実践」と定義した。 リレーショナルアートにおいて、アーティストは作品の中心ではなく、むしろ「触媒」のように受け取られる傾向にある。　

## 発祥
リレーショナルアートの概念は、1990年代のアートを分析し分類する最初の試みの一つとして、ニコラ・ブリオーによって1998年に彼の著書『Esthétique relationnelle』（リレーショナル・アステティクス）で発展されました。
この用語が初めて使われたのは1996年、CAPC ボルドー現代美術館でニコラ・ブリオーがキュレーションを担当した展覧会「トラフィック（Traffic）」のカタログにおいてであった。
「トラフィック」には、ブリオーが1990年代を通じて言及し続けたアーティストたち――ヘンリー・ボンド、ヴァネッサ・ビークロフト、マウリツィオ・カテラン、ドミニク・ゴンザレス＝フォースター、リアム・ギリック、クリスティーン・ヒル、カーステン・ヘラー、ピエール・ユイグ、ミルトス・マネタス、ホルヘ・パルド、フィリップ・パレーノ、ガブリエル・オロスコ、ジェイソン・ローズ、ダグラス・ゴードン、リクリット・ティラワニ――が参加していた。
展覧会のタイトルとインスピレーションは、ジャック・タチの映画『トラフィック（Trafic）』（1971年）に由来している。この映画では、タチが演じる主人公が国際自動車ショーに出展するための新型車の準備を進めるパリの自動車デザイナーとして登場する。
特にティラワニの作品において基本的な「関係性の美学」の戦略となったように、物語の結末では、デザイナーはショー会場に到着するものの、ちょうどその時にショーは終了してしまう。

### 関係性の美学
ブリオーは、芸術にアプローチする際に「60年代の芸術史に頼る」ことをやめ、代わりに、しばしば不透明で終わりのない1990年代の芸術作品を分析するための異なる基準を提示しようとしている。
これを実現するために、ブリオーは、ユーザーフレンドリー、インタラクティブ、DIYなどの用語を使用して、1990年代のインターネットブームの用語を輸入している。
2002年の著書『ポストプロダクション：脚本としての文化――いかにしてアートは世界を書き換えるか』の中で、ブリオーは「関係性の美学」を、インターネットによって開かれた変化するメンタルスペースを出発点とする作品であると説明している。

### リレーショナルアート
ブリオーは、彼が「リレーショナル・アート」と呼ぶいくつかの事例を通して、「関係性の美学」という概念を探求している。彼によれば、リレーショナル・アートとは「独立した個人空間よりも、人間関係全体およびそれらの社会的文脈に理論的かつ実践的な出発点を設けた一連の芸術的実践」である。作品は、人々が集まり、共通の活動に参加するような社会的な環境を創出する。
ブリオーは次のように主張している。「芸術作品の役割はもはや、空想的でユートピア的な現実を形成することではなく、既存の現実の中で生き方や行動様式のモデルとなることにある。それがたとえどのようなスケールであれ、アーティストによって選ばれたものでも」。
ニューヨーク大学のニューメディア・映画研究の責任者であるロバート・スタムは、このような共有された活動を行う集団に対して「目撃する公共（witnessing publics）」と名付けた。目撃する公共とは、「メディアによって、またメディアを通じて構成され、不正が報告されず、または無視されるかもしれない状況に対して、観察者として行動する個人の緩やかな集合体」である。
リレーショナル・アートの意味は、元の作品そのものを改変せずに、その芸術の受け取られ方（知覚）が変化することによって生み出される。
リレーショナル アートでは、観客はコミュニティとして想定されます。アート作品は鑑賞者と対象物との出会いではなく、人々同士の出会いを生み出します。これらの出会いを通じて、意味は個人消費の空間ではなく、集合的に構築されます。

## 批評家の反応
作家兼監督のベン・ルイスは、リレーショナル・アートは印象派、表現主義、キュビズムなどの初期の「主義」に類似した新しい「主義」であると示唆している。
2004年に雑誌『October』に掲載された「Antagonism and Relational Aesthetics（対立と関係性の美学）」の中で、クレア・ビショップはパレ・ド・トーキョーの美学を「実験室」と表現し、それを1990年代に制作されたアートの「キュレーション的な作業様式（curatorial modus operandi）」と位置づけている。
ビショップは次のように書いている：
「アーティストはデザイナーであり、熟考よりも機能、美的解決よりも開放性といった考え方を執拗に推進した結果、最終的にはキュレーターの地位が高まり、キュレーターは実験室体験全体の舞台監督として評価されるようになる。ハル・フォスターが 1990 年代半ばに警告したように、「施設は本来強調すべき作品を影に落とす可能性がある。施設は見せ場となり、文化的資本を集め、キュレーター兼監督が主役になるのだ。」
ビショップは、ブリオーの著書を1990年代のアートに見られる傾向を明らかにした重要な第一歩と認めつつも、同じ論考の中でこう述べています：

「こうした作品群は、ポスト構造主義理論の創造的な誤読に基づいているように思える。すなわち、作品の解釈が絶えず再評価されるというよりも、作品それ自体が永続的に変化し続けるものとして主張されているのだ。」
さらにビショップは次のような問いを投げかけています：
「もしリレーショナル・アートが人間関係を生み出すのであれば、次に論理的に問うべきは、それがどのような種類の関係であり、誰のために、そしてなぜ生み出されるのかということである。」
そして彼女は続けます：
「ブリオーが主張するような、関係性の美学が本質的に民主的であるとは限らない。なぜなら、それは全体としての主観性と内在的な一体性という理想に、あまりにも安住しすぎているからである。」
翌年に『Artforum』に掲載された「Traffic Control」の中で、アーティストであり批評家でもあるジョー・スカンランは、関係性の美学には明確な「同調圧力」があるとし、それをさらに一歩進めて論じている。
スカンランは次のように書いている：
「実体験から言わせてもらえば、関係性の美学は、集団的行動や平等主義よりも、むしろ同調圧力と関係している。つまり、人間の行動をコントロールする最良の方法のひとつは、関係性の美学を実践することなのかもしれない。」

## 過去の展示会
2002年、ブリオーはサンフランシスコ・アート・インスティテュートにて展覧会「Touch: Relational Art from the 1990s to Now, "an exploration of the interactive works of a new generation of artists."」を企画した。
展示アーティストには、アンジェラ・ブロック、リアム・ギリック、フェリックス・ゴンザレス＝トレス、イェンス・ハーニング、フィリップ・パレーノ、ジリアン・ウェアリング、アンドレア・ジッテルらが含まれていた。
評論家のクリス・コブは、ブリオーの 1990 年代の芸術の「スナップショット」は、リレーショナル アートという用語 (および概念) を裏付けるものであり、「公共空間と私的空間に関する問題を根本的に扱う芸術としての社会的相互作用のさまざまな形態」を示していると示唆している。
2008年、グッゲンハイム美術館のキュレーター、ナンシー・スペクターは、リレーショナル・エステティクスに関連するアーティストのほとんどを集めた展覧会を企画したが、その用語自体は棚上げされ、代わりに展覧会は「Theanyspacewhatever」と名付けられた。この展覧会には、ブロック、ギリック、ゴンザレス＝フォルステル、ヘラー、ホイグ、ティラヴァニといった大物アーティストに加え、ゆるやかなつながりを持つマウリツィオ・カテラン、ダグラス・ゴードン、ホルヘ・パルド、アンドレア・ジッテルといったアーティストも参加した。
LUMA 財団は、リレーショナル美学に関連する多くのアーティストを紹介してきました。